# Casse-tête (Iroquois)
Pour les articles homonymes, voir Casse-tête (homonymie).

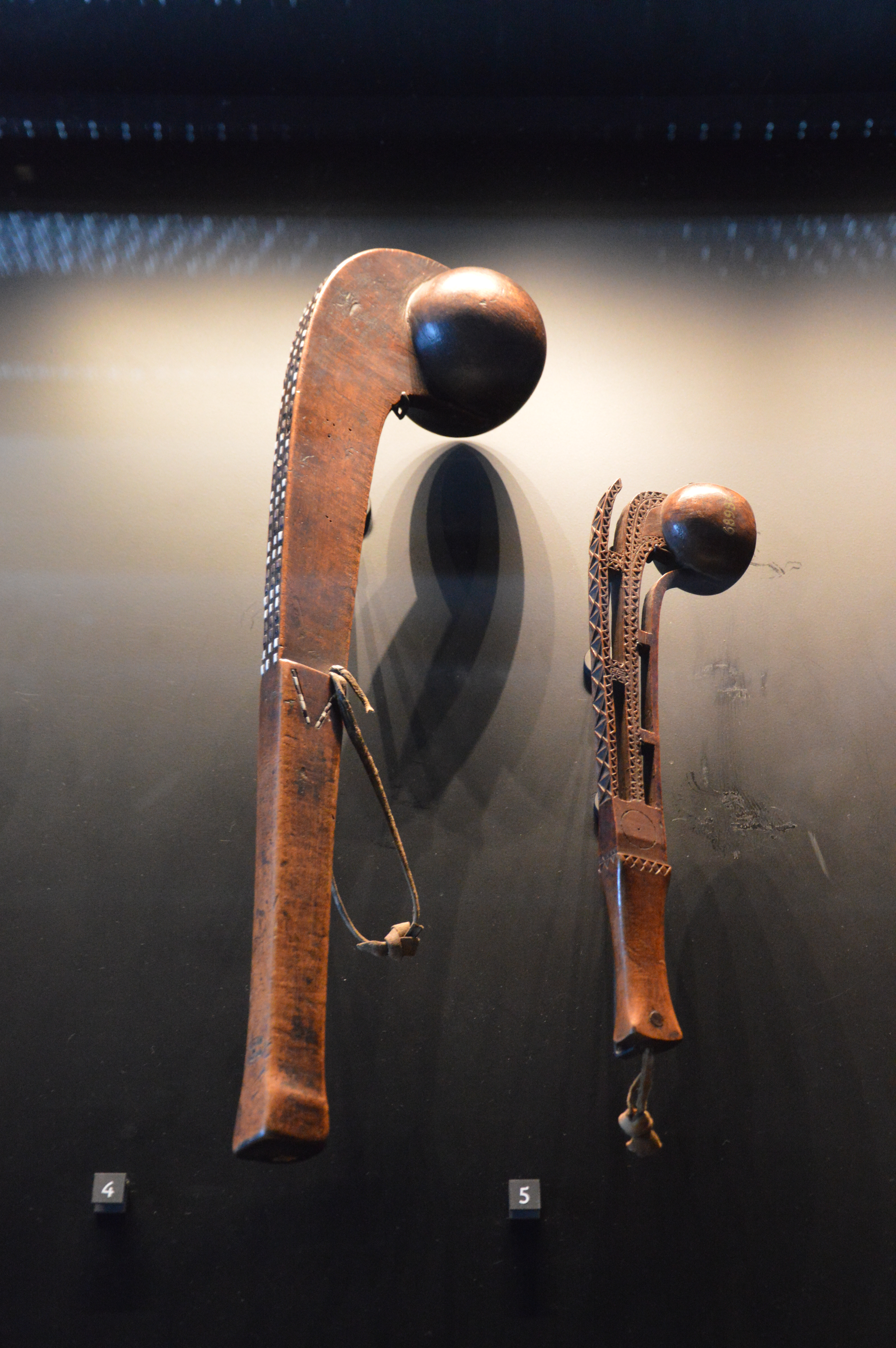
Casse-tête, Musée du quai Branly

Le casse-tête aussi appelé, en anglais, war club ou massue iroquoise, est une arme que les Iroquois utilisaient pour écraser les os ou le crâne. cette arme, était redoutée par les ennemis des Iroquois à cause de la souffrance qu’elle pouvait causer sans tuer et la facilité de capturer des ennemis en brisant les jambes.

## Fabrication

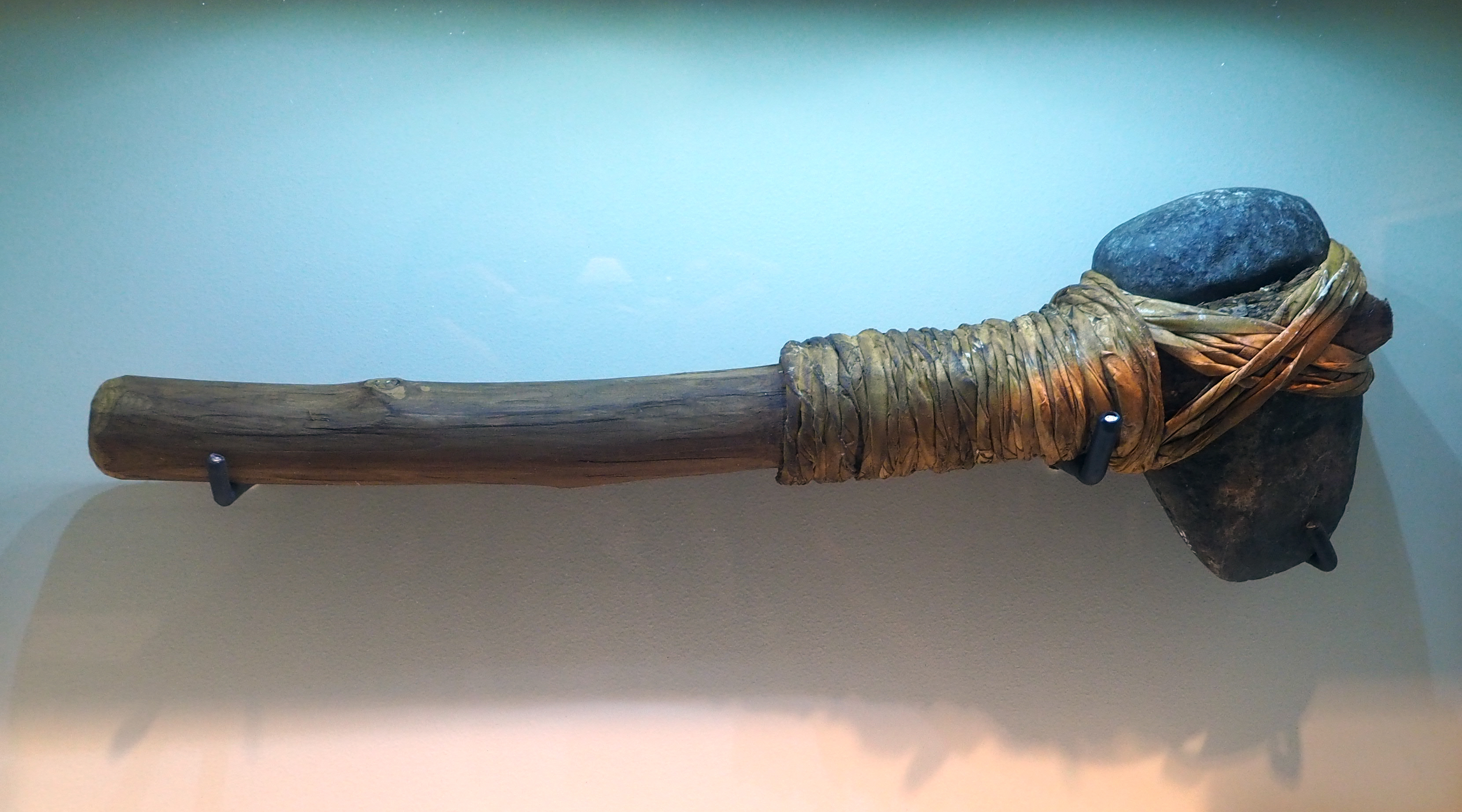
Casse-tête de bois et pierre, en montre au centre des visiteurs de Fort Niagara, NY.

Le casse-tête pouvait être fait en corne de cerf, en racine d’arbre ou en bois solide et long comme l’érable. Il existait plusieurs variantes dans sa forme : forme de crosse, en bâton de bois avec une boule en bois, un pic ou une pierre ronde au bout. Il fait d’une longueur de 60 à 75 cm et d’une largeur d’approximativement dix-sept centimètres. C’est le seul outil que les Iroquois ont créé qui ne servait que pour des événements reliés à la guerre,.

## Utilisation
Le casse-tête pouvait avoir une utilisation cérémonielle. Il était utilisé dans la danse de la guerre qui consistait à donner des coups comme si on était en plein combat. Autre utilité du casse-tête : quand le chef de guerre avait un rêve ou une vision, il prenait le casse-tête et frappait le poteau de guerre qui symbolisait l’ennemi ou la personne qu'il méprisait. Quand ce geste était fait, le clan choisissait déjà les personnes qui devaient partir pour un raid. Le casse-tête était aussi une arme de guerre utilisée dans les combats.

## Origine
Le nom de « casse-tête » a été attribué à cette arme pour le type de lésions qu'elle cause. L’origine et la date de sa création restent incertaines. Il était déjà utilisé à l'arrivée des Européens. Le casse-tête s'utilisait principalement sur les territoires des Iroquois situés au sud et à l’est du lac Ontario d’aujourd’hui.